# Marcos Loayza
Marcos Loayza (La Paz, 29 de novembre de 1959) és un director i guionista de cinema bolivià. És considerat com un destacat cineasta llatinoamericà, per diversos crítics i publicacions i les seves pel·lícules han estat considerades entre les millors produccions llatines en diverses seleccions, publicacions, mostres i antologies i han estat mereixedores de diversos premis i reconeixements internacionals.

## Biografia
Marcos Loayzava estudiar Arquitectura a La Paz en la Universitat Major de San Andrés i cinema a l'Escola Internacional de Cinema i Vídeo de San Antonio de los Baños, Cuba. Fou alumne d'Alfredo Bryce Echenique, Jean-Claude Carrière i José Sanchis Sinisterra. Fou professor convidat de l'Escola Internacional de Cinema i Vídeo de San Antonio de los Baños.
Loayza ha realitzat també diversos projectes en format de vídeo i en televisió. En 1995 va dirigir la telenovel·la Radio Pasión. Exerceix la càtedra universitària en cinema i arts i ha dirigit diversos vídeos publicitaris, educatius i institucionals. També va escriure teatre, l'obra "Séptimo sentido" una obra de l'obra col·lectiva "Excepciones" i va adaptar al teatre "El silencio del Mar" de Bruller Jean, totes estrenadds.
També es destaca com a dibuixant, les seves il·lustracions es publiquen en els més prestigiosos periòdics de Bolívia

## Filmografia
En 1995, va estrenar la seva opera prima Cuestión de fe, llargmetratge amb el qual va obtenir diversos reconeixements internacionals entre els quals podem esmentar: el premi a la Millor Òpera Prima en el XVII Festival Internacional del Nou Cinema Llatinoamericà de l'Havana, Cuba, el guardó a Millor Pel·lícula en el Festival de Cinema Inèdit de Salamanca, Espanya i premis especials del jurat al Festival de Cinema Llatinoamericà de Biarritz, el Festival del Sol. Cuzco, el Perú i el Festival Internacional de Cinema de Trieste, Itàlia. També va obtenir reconeixements al Festival Internacional de Cinema de Cartagena de Indias, Colòmbia, el festival Our Essence Festival of Latin American Cinema in New England. Providence, Rhode Island, els EUA la Federació Internacional de la Premsa Cinematogràfica (FIPRESCI) va atorgar a Qüestió de fe esment especial al Festival de Cinema Iberoamericà de Huelva, Espanya.
En 1998, va dirigir el seu segon llargmetratge, Escrito en el agua, producció cinematogràfica argentina i el 2003 va presentar Corazón de Jesús, llargmetratge que va guanyar el Premi Especial del Jurat en el Festival Internacional de Cinema de Bogotà, el premi a la Millor Actriu en el Festival Internacional de Cinema de Mònaco i els premis a Millor Pel·lícula, Millor Director, Millor Actriu i Millor Guió en el Festival ICARO de Guatemala.
Loayza també ha realitzat els llargmetratges El estado de las cosas (2007), documental en format 35mm i Qué culpa tiene el tomate (2009).
El 2012 estrena Las Bellas Durmientes pel·lícula filmada a Santa Cruz de la Sierra, amb molt bona acceptació del públic a Bolívia.
En 2016 realitza la sèrie documental Planeta Bolívia que tracta la problemàtica ambiental al país sud-americà en 5 capítols de 25 minuts.
En 2018 estrena Avern en BAFICI guanyant el premi a millor pel·lícula llatinoamericana. Va guanyar dos Kikitos al Festival de Gramado. A més a més, va participar en els festivals de Festival Internacional de Cinema de l'Índia, a SANFIC, Festival Internacional del Nou Cinema Llatinoamericà de l'Havana, Festival de cinema Llatinoamericà de Rosario, entre d'altres.

## Títols
| Any  | Pel·lícula                  |
| ---- | --------------------------- |
| 1995 | Cuestión de fe (DG)         |
| 1998 | Escrito en el agua (DG)     |
| 2004 | El Corazón de Jesús (DG)    |
| 2007 | El estado de las cosas (DG) |
| 2009 | Qué culpa tiene el tomate   |
| 2012 | Las Bellas Durmientes (DG)  |
| 2018 | Averno (DG)                 |

- DG: director i guionista